# Tiffany Roberts
Tiffany Marie Roberts Sahaydak, född Roberts den 5 maj 1977 i Petaluma, Kalifornien, är en amerikansk fotbollsspelare. Vid fotbollsturneringen under OS 1996 i Atlanta deltog hon i det amerikanska lag som tog guld.